# Adolfo Miguel Castaño Fonseca
Adolfo Miguel Castaño Fonseca (* 27. September 1962 in San Mateo Mozoquilpan, Bundesstaat México, Mexiko) ist ein mexikanischer Geistlicher und römisch-katholischer Bischof von Azcapotzalco.

## Leben
Adolfo Miguel Castaño Fonseca empfing am 19. März 1987 das Sakrament der Priesterweihe für das Bistum Toluca.
Am 22. Juni 2010 ernannte ihn Papst Benedikt XVI. zum Titularbischof von Vadesi und bestellte ihn zum Weihbischof in Mexiko-Stadt. Der Erzbischof von Mexiko-Stadt, Norberto Kardinal Rivera Carrera, spendete ihm und auch Andrés Vargas Peña am 30. Juli desselben Jahres die Bischofsweihe; Mitkonsekratoren waren der Apostolische Nuntius in Mexiko, Erzbischof Christophe Pierre, und der Erzbischof von San Luis Potosí, Luis Morales Reyes.
Papst Franziskus ernannte ihn am 28. September 2019 zum ersten Bischof des mit gleichem Datum errichteten Bistums Azcapotzalco. Die Amtseinführung erfolgte am 7. November 2019.